# Augustin (gemeente)
Augustin is een Roemeense gemeente in het district Brașov.
Augustin telt 1662 inwoners.